# Powiatowo-Gminny Związek Transportu „Pogranicze”
Powiatowo-Gminny Związek Transportu „Pogranicze” (PGZT „Pogranicze”) – związek powiatowo-gminny w województwie opolskim założony z inicjatywy samorządu miasta Prudnik w celu współpracy powiatów i gmin w zakresie lokalnego transportu zbiorowego.
Według stanu na rok 2025 PGZT „Pogranicze” organizował komunikację na terenie dwóch członkowskich powiatów: prudnickiego i głubczyckiego, siedmiu członkowskich gmin: Prudnik, Głogówek, Biała, Lubrza, Głubczyce, Kietrz, Branice, oraz gmin nie będących członkami związku, np. Głuchołazy, Strzeleczki, Korfantów.

## Historia
W latach 1953–1960 w Prudniku funkcjonowała stacja terenowa PKS-u okręgu katowickiego. W 1960 utworzono placówkę terenową PKS-u Nysa. Następnie, od 1980 do 1990 działał oddział PKS w ramach dyrekcji w Opolu. W 1990 zlikwidowano dyrekcję okręgową i utworzono PPKS Prudnik. W 2004 prudnicki PKS został sprywatyzowany z udziałem Connex Polska. W 2008, w wyniku połączenia spółek PKS Connex Prudnik i PKS Connex Kędzierzyn-Koźle, utworzona została spółka Veolia Transport Opolszczyzna, w 2013 przejęta przez Arriva Bus Transport Polska.
Pomysłodawcą założenia związku powiatowo-gminnego organizującego autobusową komunikację publiczną był burmistrz Prudnika Grzegorz Zawiślak. Powstał on z uwagi na wycofanie się z Prudnika przewoźnika Arriva Bus Transport Polska w 2019.

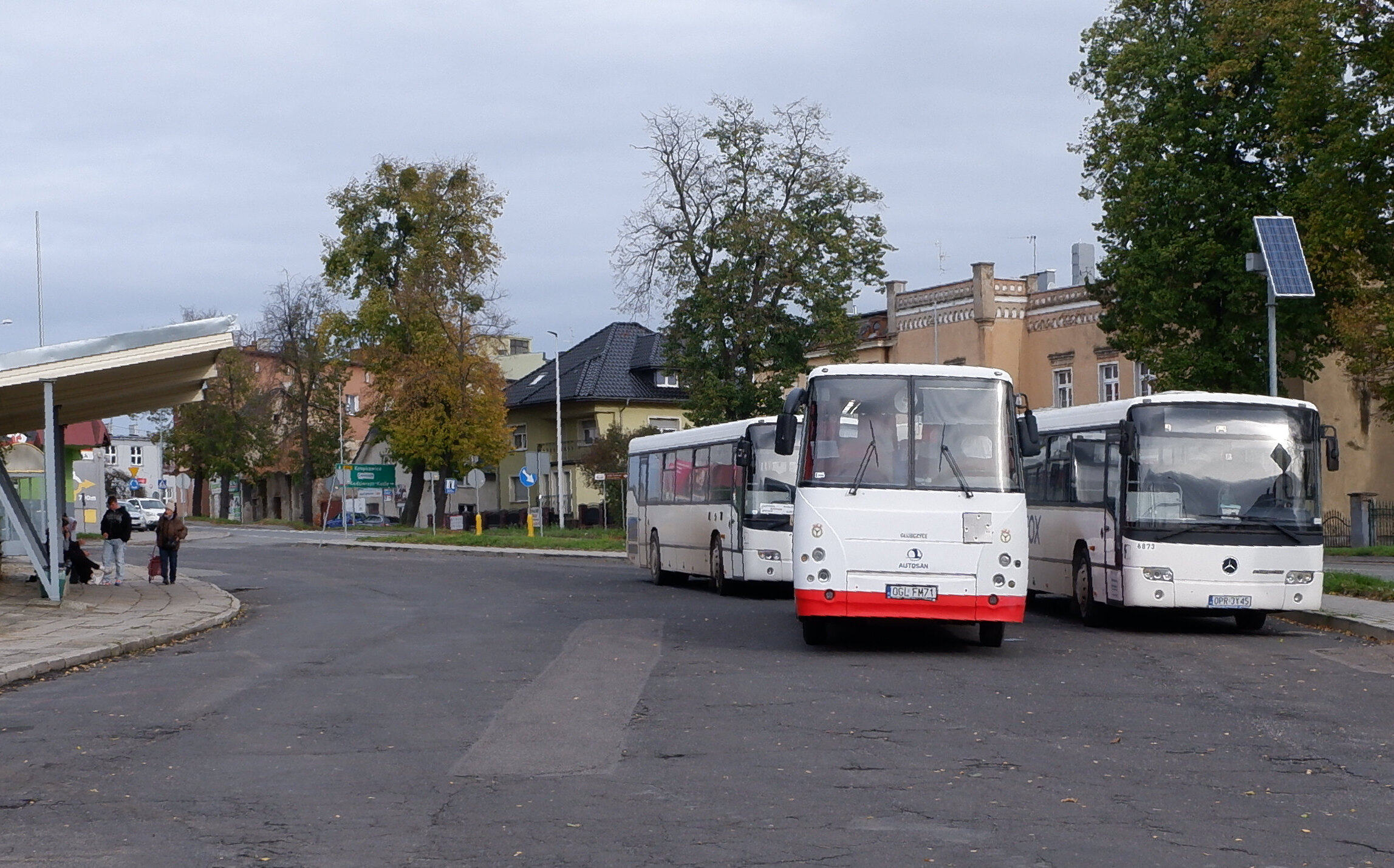
Autobusy PGZT „Pogranicze” na dworcu w Głogówku (2023)

28 sierpnia 2020 uchwałę w sprawie utworzenia stowarzyszenia, wówczas pod nazwą Związek Powiatowo-Gminny „Pogranicze Głubczycko-Prudnickie”, przyjęła Rada Powiatu w Prudniku. Podobne uchwały przyjęły również rady gmin: Głogówek (31 sierpnia 2020), Branice (21 września 2020), Kietrz (24 września 2020), Lubrza (29 września 2020), Prudnik (30 września 2020), Głubczyce oraz rada powiatu głubczyckiego. W marcu 2021 przyjęto uchwały (m.in. przez Radę Miejską w Prudniku) zmieniające nazwę związku na Powiatowo-Gminny Związek Transportu „Pogranicze”.
Związek uzyskał osobowość prawną 19 listopada 2021. Obsługę linii komunikacyjnych PGZT „Pogranicze” zapewniła spółka PKS Głubczyce. Podczas pierwszego zgromadzenia związku 1 grudnia 2021 w Głogówku wybrano jego zarząd. Przewodniczącym zarządu związku został wicestarosta powiatu prudnickiego Janusz Siano.

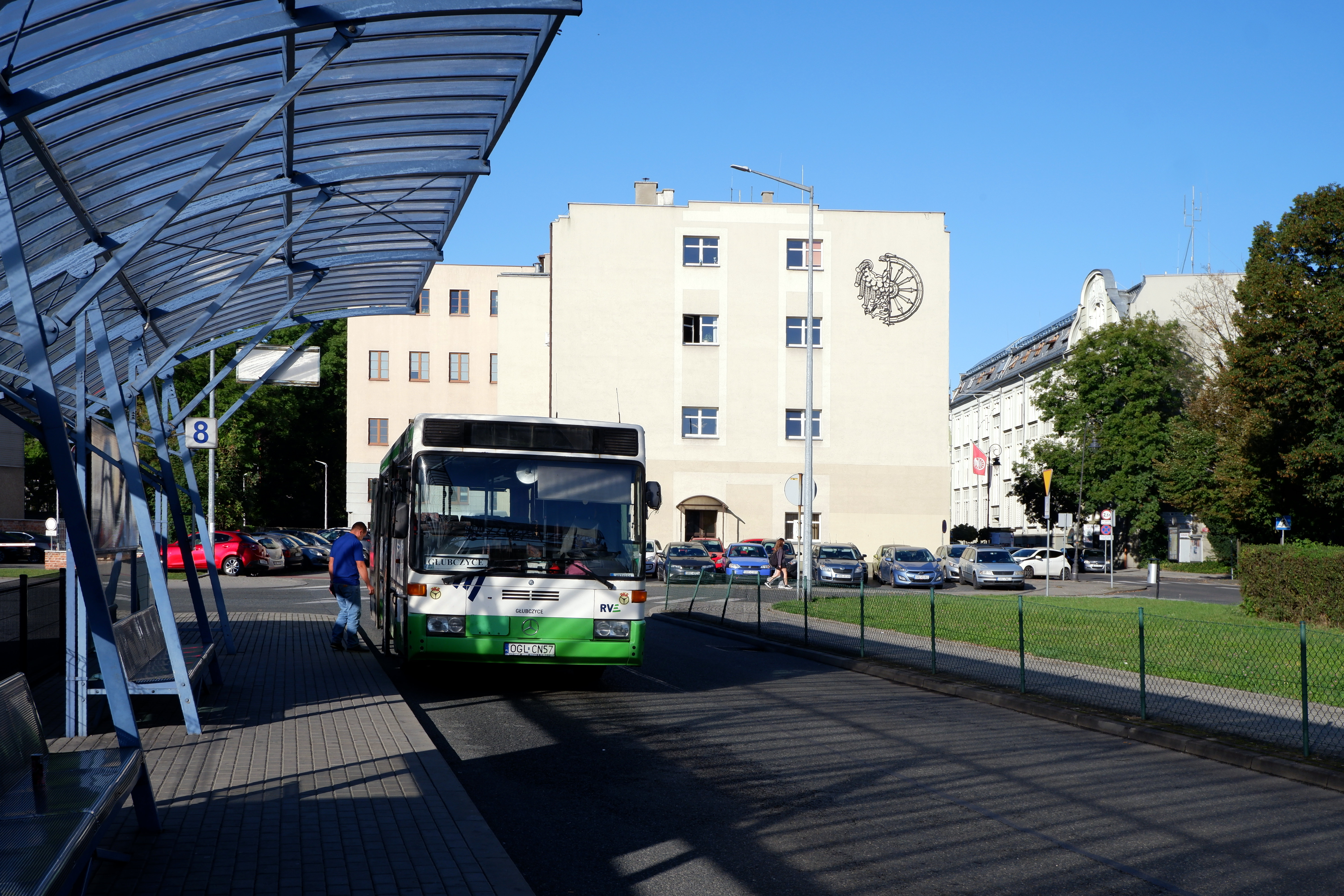
Autobus PGZT „Pogranicze” na dworcu w Raciborzu (2023)

W związku z inwazją Rosji na Ukrainę, zgromadzenie związku zwolniło obywateli Ukrainy z opłat za przejazd autobusami w marcu i kwietniu 2022. W lipcu 2022 liczba linii komunikacyjnych obsługiwanych przez PGZT „Pogranicze” wyniosła około 70.

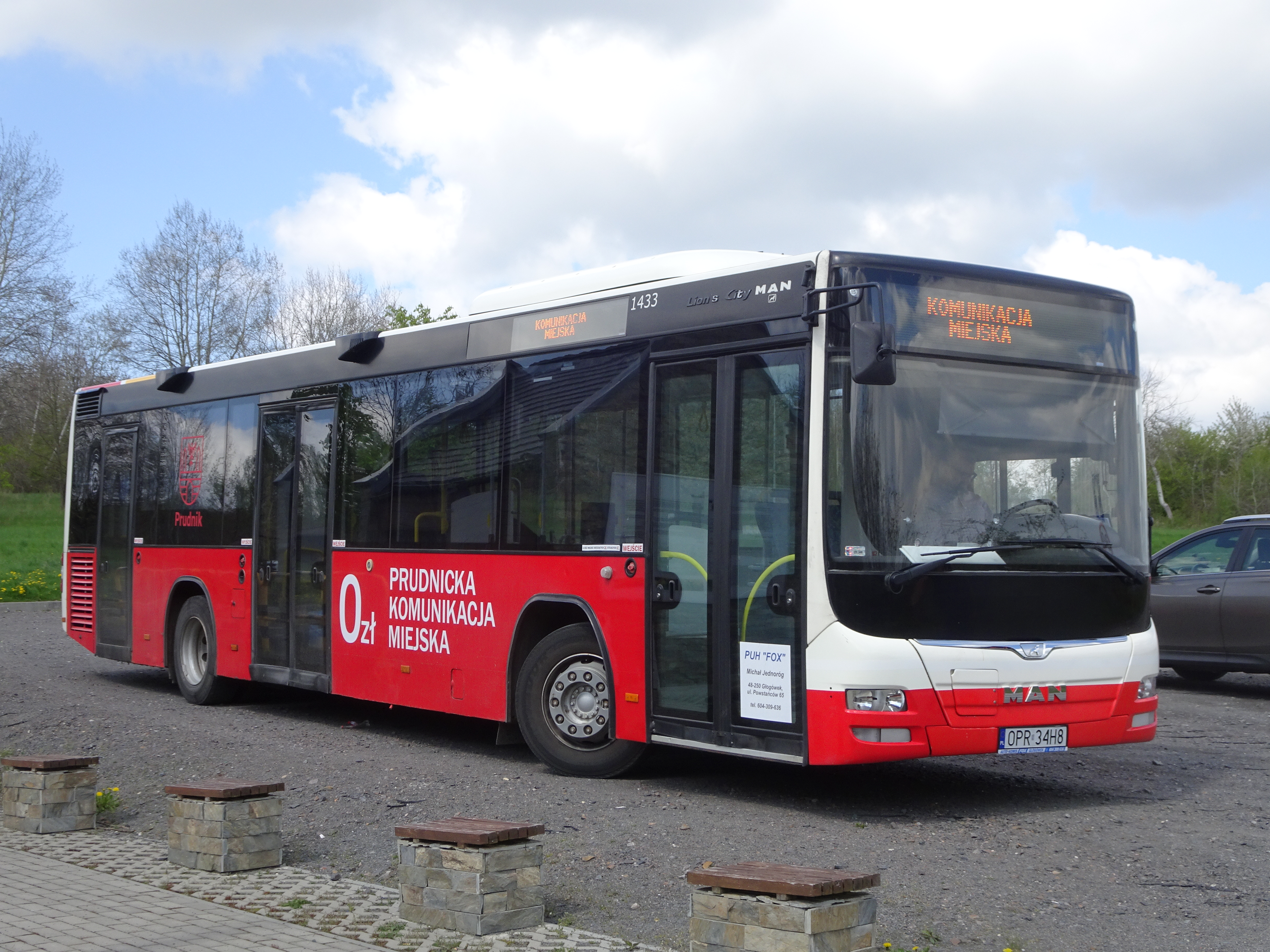
Autobus komunikacji miejskiej w Prudniku

W oddanym do użytku 1 marca 2023 nowym centrum przesiadkowym w Prudniku znalazły się pomieszczenia biurowe przeznaczone na siedzibę PGZT „Pogranicze”. W styczniu 2025 członkiem związku została gmina Biała. W tym samym czasie PGZT „Pogranicze” przejęło prowadzenie komunikacji miejskiej w Prudniku.

## Statutowe zadania
Do zadań określonych w statucie Powiatowo-Gminnego Związku Transportu „Pogranicze” należą:
- planowanie rozwoju transportu,
- organizowanie publicznego transportu zbiorowego,
- zarządzenie publicznym transportem zbiorowym,
- zapewnienie funkcjonowania pasażerskiej komunikacji w zakresie dowozu uczniów do szkół i przedszkoli.